# Trachysphyrus liparus
Trachysphyrus liparus är en stekelart som beskrevs av Porter 1967. Trachysphyrus liparus ingår i släktet Trachysphyrus och familjen brokparasitsteklar. Inga underarter finns listade i Catalogue of Life.